# Paracymoriza fuscalis
Paracymoriza fuscalis là một loài bướm đêm trong họ Crambidae.